# Bertin Béa
Pour les articles homonymes, voir Bea.
Bertin Béa est un homme politique de la République centrafricaine né en 1963 à Bangui. Ministre et député, il est vice-président du « Kwa na Kwa » (KNK), un des principaux partis politique de la RCA.

## Biographie

### Études
Bertin Béa étudie le droit à l’université de Bangui, qu’il n’a pu achever en France, malgré son acceptation d’inscription à l'université de Caen, du fait de son arrestation lors des grandes manifestations étudiantes.

### Carrière politique
Dans les années 1980, c’est en tant que militant dans les mouvements étudiants de résistance, qu’il s’intéresse à la politique.
Bertin Béa est l’un des leaders des luttes étudiantes sous André Kolingba, chef de l'État de 1981 à 1993. Il est exclu de l'université de Bangui, est emprisonné pendant 9 mois pour ses activités jugées subversives[Lesquels ?].
Dans les années 1990, il adhère et milite pour le parti politique du Mouvement pour la démocratie et le développement (MDD), fondé en 1991 par son mentor politique David Dacko, qui est le 3e parti politique en nombre de députés lors des élections législatives de 1998 (en)[réf. nécessaire].
Entre février 1997 et janvier 1999, il exerce la fonction de ministre chargé de la Promotion de la Jeunesse et des Sports, dans un gouvernement Gbézéra-Bria, dit gouvernement d’Union nationale ou gouvernement d'action pour la défense de la démocratie (GADD) dirigé par le Premier ministre Michel Gbézéra-Bria et sous la Présidence d'Ange-Félix Patassé[source insuffisante].
Il adhère et milite dans le mouvement politique Convergence nationale – Kwa Na Kwa fondé par François Bozizé à partir de 2003, transformé et refondé le 21 août 2009, en parti politique « Kwa Na Kwa », signifiant « Le travail, rien que le travail » en langue sango.
Il franchit peu à peu tous les échelons, d'abord simple adhérent « Ouvrier », puis coordonnateur de la campagne des élections législatives de 2005 dans la préfecture de l'Ombella-M'Poko, puis « Ouvrier Secrétaire général » par intérim du parti en 2013, puis « Ouvrier Secrétaire général »[source insuffisante].
En août 2015, Bertin Béa est arrêté, visé par une enquête pour « incitation au trouble et à l'ordre public » à la suite d’un discours prononcé le 7 août. Les militants du KNK libèrent leur secrétaire général le 20 août alors qu'il est au palais de justice de Bangui. Le procureur de la République en charge du dossier dénonce l'inaction, voire la complicité de la police dans cette évasion. Bertin Béa est conduit à la Cathédrale Notre-Dame-de-l'Immaculée-Conception de Bangui et y passe la nuit avant que des négociations, conduites sous l’égide de celui qui n’était pas encore cardinal, Dieudonné Nzapalainga, ne permettent d’apaiser et de régler la situation par l’abandon des poursuites.[réf. nécessaire]
En 2015, le KNK suspend Faustin-Archange Touadéra, alors vice-président du KNK, pour « indiscipline ». Touadéra vient de se présenter à l'élection présidentielle. Le 18 août 2019, à l'issue du troisième congrès du parti qui se tient à Bossangoa dans la préfecture de l'Ouham, Touadéra est radié du KNK après sa fondation de son propre parti, le Mouvement Cœurs unis. Le KNK quitte aussi la majorité parlementaire qui soutient le président Touadéra.
Bertin Béa devient vice-président du KNK, nommé par le président François Bozizé, lors du quatrième congrès du parti le 25 juillet 2020.
Durant cette période, il exerce plusieurs mandats de député à l'Assemblée nationale de la RCA, élu une première fois le 23 janvier 2011 en tant qu’indépendant contre un élu du KNK dans la circonscription électorale de Boali dans la préfecture de l'Ombella-M'Poko[source insuffisante], puis réélu en 2016 sous l’étiquette « KNK » dans la même circonscription électorale.
Son épouse Christine Nadia Béa, décédée en novembre 2018, est elle-même députée dans la circonscription de Bimbo 4 (préfecture de l'Ombella-M'Poko) à partir de 2016[source insuffisante].
Pendant cette période, il a aussi été un membre du Parlement panafricain de 2011 à 2019[réf. nécessaire].
En mars 2019, Bertin Béa est nommé ministre de la Fonction publique dans le gouvernement du Premier ministre Firmin Ngrebada. Il démissionne quelques jours plus tard.
Le 3 décembre 2020, la candidature à l'élection présidentielle de François Bozizé est invalidée par la Cour constitutionnelle. Bozizé rejoint alors, le 15 décembre, la Coalition des patriotes pour le changement (CPC) en dehors du KNK, et part se réfugier au Tchad,. Il est remplacé à la présidence du KNK à titre intérimaire à Christian Guénébem Dédizoum,,.
Aussi, c’est à partir de juin 2023, une fois établi le diagnostic politique de la rupture définitive avec François Bozizé.
Béa est opposé à la nouvelle constitution promulguée le 30 août 2023 visant à instaurer une 7e République en RCA. Il conteste la légitimité de la cour constitutionnelle après la révocation de deux de ses juges par le gouvernement et dénonce le processus électoral opaque qui accompagne le référendum constitutionnel,.

#### L'affaire Karim Meckassoua
Le 7 mai 2018, il est empêché d’entrer dans l’enceinte du parlement panafricain au motif qu’il venait d’être nommé par décret du Président de l’Assemblée nationale Karim Meckassoua, membre du Comité de pilotage chargé de mettre en place la « Commission vérité, justice, réparation et réconciliation » (CVJRR) au sein de la RCA et que de ce fait il ne pouvait cumulé les deux fonctions.
Le 8 juin 2018, Bertin Béa demande la destitution de Meckassoua. Il lui reproche « le non-respect des textes internationaux, le détournement des lignes budgétaires de l'Institution, l'octroi des crédits à des députés pour des missions à l’étranger sur des bases clientélistes, la corruption, l’escroquerie, la passation de marchés publics de gré à gré », et ce qu’il qualifie de « fausses promesses ».
Le 26 octobre 2018, une pétition lancée par Bertin Béa est signée par 95 députés et Karim Meckassoua est destitué de la présidence, après en avoir été son premier Président musulman élu le 6 mai 2016.